# ファミリー (洗剤)
ファミリー（Family）は、花王から発売されている台所用洗剤。1965年発売。
なお、本項ではファミリーキュキュット（Family Cucute）として発売されていたキュキュット（Cucute）についても記述する。

## 商品概要・歴史
ファミリー
1965年に発売。現在はコンパクトタイプの「ファミリーフレッシュコンパクト」と業務用で発売されている「ファミリーフレッシュ」の2製品のみ。以前はハーブと消臭成分を配合した「ファミリーピュア」、アロエ成分などを配合した「ファミリーピュア アロエin」やジェル状の「ファミリーパワージェル」、食洗機専用洗剤の「食器洗い機用ファミリー」や「自動食器洗い機用ファミリーピュア」が発売されていた。
キュキュット
2004年春頃に「ファミリーキュキュット」として発売。当初から「ファミリー」共通のロゴを使用していなかった。後にラインナップを増やし、2022年2月時点で食器用洗剤14種類（プレ洗剤・つけおき専用洗剤各1種を含む）、食洗機専用洗剤4種類の計18種類が発売されており、ラインナップの数が「ファミリー」よりも多くなっている。
沿革
- 2004年春 - 食器用洗剤「ファミリーキュキュット」発売。
- 2005年 - クエン酸を高濃度配合した食器用洗剤「ファミリーキュキュット クエン酸効果」を発売。
- 2006年
  - 3月 - 粉末タイプの自動食器洗い機用洗剤「食器洗い乾燥機専用 ファミリーキュキュット クエン酸効果」を発売。
  - 4月 - 食器用洗剤「ファミリーキュキュット ピンクグレープフルーツ」を発売。
  - 9月 - 食器用洗剤「ファミリーキュキュット 若竹」を発売。
- 2007年7月 - ジェルタイプの自動食器洗い機用洗剤「食器洗い乾燥機専用 キュキュット パワージェル」を発売（2010年9月末をもって生産終了）。併せて、既存製品を「キュキュット」に名称変更し、「ファミリー」から独立したブランドになる。
- 2008年
  - 2月 - 2007年に数量限定品として発売していた「キュキュット マスカットの香り」が通常製品として発売。
  - 3月 - 「食器洗い乾燥機専用 キュキュット クエン酸効果」に「オレンジオイル配合」を追加発売。
  - 9月 - 食器用洗剤「キュキュット クエン酸効果」に「緑茶の香り」を追加発売。更に、「マスカットの香り」に「つめかえ用ジャンボサイズ」を追加発売。
- 2009年3月 - 数量限定品「キュキュット さくらの香り」を発売。
- 2010年
  - 1月 - 食器用洗剤「キュキュット ハンドビューティ」を発売。
  - 3月 - 食器用洗剤「キュキュット」3種類（レギュラー・ピンクグレープフルーツの香り・マスカットの香り）をリニューアル発売。
  - 5月 - 食器用洗剤「キュキュット クエン酸効果2種類（レギュラー・緑茶の香り）をリニューアル発売。併せて、「食器洗い乾燥機専用 キュキュット クエン酸効果」、「食器洗い乾燥機専用 キュキュット クエン酸効果 オレンジオイル配合」もパッケージデザインを変更。
  - 7月 - 数量限定品「キュキュット シークァーサーの香り」を発売。
  - 10月 - ジェルタイプの自動食器洗い機用洗剤「食器洗い乾燥機専用 キュキュット パワージェル オレンジオイル配合」を発売。
  - 11月 - 数量限定品「キュキュット ハンドビューティ ホワイトフローラルの香り」を発売。
- 2011年
  - 1月 - 数量限定品「キュキュット ラズベリーの香り」を発売。
  - 4月 - 「食器洗い乾燥機専用 キュキュット クエン酸効果」・「食器洗い乾燥機専用 キュキュット クエン酸効果 オレンジオイル配合」をリニューアル。リニューアルに合わせて内容量を変更（ボックス:700g→680g、つめかえ用:600g→550g）。
  - 7月 - 数量限定品「キュキュット ピーチ&シトラスの香り」を発売。
  - 9月 - 食器用洗剤「キュキュット ハンドビューティ」に「フローラルジャスミンの香り」を追加発売。既存品は「ロイヤルハニーの香り」に改名し、パッケージリニューアル。
  - 10月 - 「キュキュット ピンクグレープフルーツの香り」・「キュキュット マスカットの香り」をリニューアル。
- 2012年
  - 1月 - 数量限定品「キュキュット チェリーの香り」を発売。
  - 2月 - 「キュキュット（レギュラータイプ）」をリニューアル。
  - 7月 - 数量限定品「キュキュット カシスの香り」を発売。
  - 9月 - 食器用洗剤「キュキュット」3種類（レギュラー・ピンクグレープフルーツの香り・マスカットの香り）をリニューアル。
  - 11月
    - 食器用洗剤「キュキュット クエン酸効果」・「キュキュット クエン酸効果 緑茶の香り」をリニューアル発売。
    - 数量限定品「キュキュット ハンドビューティ ジュエルローズの香り」を発売。同時期に「キュキュット ハンドビューティ」のパッケージデザインを変更。
- 2013年
  - 4月 - 一部販売店限定の「キュキュット」つめかえ用ジャンボサイズ、つめかえ用スーパージャンボサイズをリニューアル発売。つめかえ用ジャンボサイズは内容量を増量（650ml→800ml）して約4回分に。つめかえ用スーパージャンボサイズは内容量を変更（1500ml→1400ml）して約7回分となったが、従来は詰替え時にキャップを外して装着する必要があった付属の注ぎ口がボトルに内蔵されたことで付属しなくなり、キャップを外して本体容器に直接注げるようになった。
  - 5月 - 数量限定品「キュキュット クエン酸効果 フレッシュハーブの香り」を発売。
  - 7月 - 数量限定品「キュキュット ライチの香り」を発売。
  - 9月 - 「キュキュット クエン酸効果」、「キュキュット クエン酸効果 緑茶の香り」、「食器洗い乾燥機専用 キュキュット クエン酸効果」、「食器洗い乾燥機専用 キュキュット クエン酸効果 オレンジオイル配合」をリニューアル。
  - 10月 - 「キュキュット ハンドビューティ」をリニューアル発売。天然アロマエッセンスを配合した。
- 2014年
  - 3月[1] - 「キュキュット ホワイトピーチの香り」を発売。
  - 4月 - 「食器洗い乾燥機専用 キュキュット プレミアムクリア」を発売。
  - 5月 - 数量限定品「キュキュット クエン酸効果 スプラッシュレモンの香り」を発売（なお、Joint Projectの一環として、「食卓クイックル」にも同じ香りが数量限定で同時発売された）。
  - 7月 - 発売10周年を記念し、レギュラーライン（レギュラー・ピンクグレープフルーツ・マスカット・ホワイトピーチ）に数量限定の「クリスタルポンプボトル」を発売（中身や内容量は通常製品と同じで、つめかえ用も使用できる）。
  - 8月 - 「キュキュット」及び「キュキュット クエン酸効果」から改名した「キュキュット クリア除菌」をリニューアル発売。2種類の界面活性剤を組み合わせた「ハイブリッドウォッシュ」処方を採用。なお、リニューアルに伴って内容量を変更した（250ml→240ml、つめかえ用：400ml→385ml、つめかえ用ジャンボサイズ：800ml→770ml、つめかえ用スーパージャンボサイズ：1400ml→1380ml）。
  - 10月 -
    - 「食器洗い乾燥機専用 キュキュット ワンプッシュクリアジェル」を発売。
    - 同年7月に発売された数量限定品「クリスタルポンプボトル」を「ハイブリッドウォッシュ」処方を採用した新仕様で再発売。今回は「クリア除菌」・「クリア除菌 緑茶も香り」もラインナップされ、通常品と同じ6種類となった（内容量は従来と同じ250ml）。

  - 12月 - 数量限定品「キュキュット デトックスハーブの香り」を発売。
- 2015年
  - 3月 - 「キュキュット クリア除菌」に「レモンの香り」を追加（2014年5月に数量限定品として発売されていた「キュキュット クエン酸効果 スプラッシュレモンの香り」を刷新して通常製品化したもの。「食卓クイックル スプラッシュレモンの香り」も「食卓クイックル レモンの香り」に改名して通常製品化）。
  - 5月 - 数量限定品「キュキュット クリア除菌 エクストラクールの香り」を発売。
  - 7月 - 数量限定品「キュキュット ゴールデンキウイの香り」を発売。
  - 8月 - 「キュキュット ハーバルミントの香り」、「キュキュット ハンドマイルド」発売。
  - 10月 - 
    - 数量限定品「キュキュット クリア除菌 ユーカリの香り」を発売。
    - 「食器洗い乾燥機専用 キュキュット」全製品（ワンプッシュクリアジェル・プレミアムクリア・クエン酸効果・クエン酸効果 オレンジオイル配合）をパッケージリニューアル。
    - 「キュキュット」・「キュキュット クリア除菌」にポンプタイプを追加発売（幾度か数量限定で発売されていたが、初めて通常製品となり容器形状は右側面に「CuCute」の刻印が入った角型となった。なお、ピンクグレープフルーツの香り・マスカットの香り・ホワイトピーチの香り・ハーバルミントの香りにも数量限定でポンプタイプを発売）。
- 2016年
  - 1月 - 数量限定品「キュキュット クリア除菌 ゆずジンジャーの香り」を発売。
  - 3月 - 数量限定品「キュキュット クリア除菌 澄みわたる竹林の香り」を発売。
  - 5月 - 数量限定品「キュキュット クリスタルカットポンプ」6種を発売。
  - 6月 - 数量限定品「キュキュット クリア除菌 涼やか梅の香り」を発売。
  - 7月 - 数量限定品「キュキュット トロピカルサンバの香り」を発売。
  - 8月 - 「キュキュット ライムミントの香り」を発売。
  - 10月 - 「キュキュット CLEAR 泡スプレー」を発売。
- 2017年
  - 7月 - 「キュキュット」、「キュキュット クエン酸効果」を処方改良し、リニューアル。同時に、「ホワイトピーチの香り」に替わって「ビタミンベリーの香り」を発売。
  - 10月 - 
    - 「食器洗い機乾燥機専用 キュキュット ウルトラクリーン」を発売。
    - 数量限定品「キュキュット CLEAR 泡スプレー 無香性」を発売。
- 2018年
  - 3月 - 数量限定品として発売されていた「キュキュット CLEAR 泡スプレー 無香性」がレギュラー製品化される。
  - 9月 - 「キュキュット CLEAR 泡スプレー」をリニューアル。
  - 10月 - 「食器洗い乾燥機専用 キュキュット ウルトラクリーン」に「さわやかハーブの香り」を追加発売（追加発売に伴い、既存品には「すっきりシトラスの香り」の香調名が付く）。
- 2019年
  - 1月 - 「キュキュット CLEAR 泡スプレー」に「つめかえ用」を追加発売。
  - 7月 - 「キュキュット」・「キュキュット クリア除菌」・「キュキュット ハンドマイルド」をリニューアルし、新ライン「キュキュット Relax Days（リラックス デイズ）」を発売。リニューアルに際し、つめかえ用の「ジャンボサイズ」・「スーパージャンボサイズ」を「特大サイズ」・「超特大サイズ」に呼称変更され、「キュキュット」は香りのフレッシュ感向上、「キュキュット クリア除菌」は洗浄力向上の改良がおこなわれ、「キュキュット ハンドマイルド」もパッケージデザインが変更された。ポンプタイプは形状を変更し、内容量を300mlに増量した「デザインボトル」となり、「キュキュット」、「キュキュット クリア除菌」（いずれもレギュラータイプ）に加え、「キュキュット Relax Days ヴァーベナ&シトラスの香り」にも設定されて3種類となった。
- 2020年
  - 4月 - 食器用プレ洗剤「キュキュット あとラクミスト」を発売。
  - 6月 - 数量限定品「キュキュット クリア除菌 無香性」を発売。
- 2021年
  - 3月 - 食器・調理器具用洗剤「キュキュット つけおき粉末」を発売。
  - 4月[2] - 「キュキュット Clear泡スプレー」をリニューアル。リニューアルに際し、「つけかえ用」は「つめかえ用」に、「つめかえ用」は「つめかえ用特大サイズ」となり、ボトルタイプからパウチタイプに変更された。
  - 10月 -
    - 「キュキュット あとラクミスト」をリニューアル。無香性となり、つめかえ用は内容量はそのままでボトルタイプからパウチタイプに変更された。
    - 「食器洗い乾燥機専用キュキュット クエン酸効果」に「つめかえ用 特大サイズ」を追加発売。
- 2022年
  - 2月 - 「キュキュット」・「キュキュット クリア除菌」・「キュキュット ハンドマイルド」をリニューアルし、「キュキュット Relax Days」に替わる新ライン「キュキュット Natural Days +除菌（ナチュラルデイズ プラス除菌）」を発売。「キュキュット」・「キュキュット クリア除菌」共に洗浄力向上の改良が行われ、ポンプタイプは「キュキュット」・「キュキュット クリア除菌」の各レギュラータイプに、「Natural Days +除菌 無香性」を加えた3種類となった。また、パッケージ変更を行った「キュキュット ハンドマイルド」を含め、パッケージ正面右下に記載の「Kao」ロゴが「月のマーク」レスの新CIへ変更された。
  - 3月 - 「キュキュット クリア除菌 Clear泡スプレー」を発売。
  - 7月 - 「キュキュット Natural Days +除菌 ヴァーベナ&シトラスの香り」のつめかえ用を「無香性」と同じクリアボトルへ変更。
  - 8月 - 「キュキュット Natural Days +除菌 ワイルドフラワー&ハーブの香り」のつめかえ用を「無香性」と同じクリアボトルへ変更。
  - 10月 - 「食器洗い乾燥機専用キュキュット クエン酸効果」、「食器洗い乾燥機専用キュキュット ウルトラクリーン」をリニューアル。処方改良とパッケージデザインの変更を行うとともに、粉末タイプの「クエン酸効果」は本体に同梱する計量スプーンも改良。ジェルタイプの「ウルトラクリーン」はつめかえ用の内容量が減容（840g→770g）され、ボトルからキャップ付きスタウトパウチへ変更。「さわやかハーブの香り」と入れ替わりで「無香性」が追加された。
- 2023年
  - 3月[1] - 「キュキュット」のポンプをリニューアル。内容量を300mlから500mlに大容量化され、ポンプの形状を改良。ラインナップが一部変わり、「Natural Days +除菌」は「無香性」に替わり「ヴァーベナ&シトラスの香り」が設定された。
  - 4月[2] - 「キュキュット Clear泡スプレー」・「キュキュット クリア除菌 Clear泡スプレー」をリニューアル。「スピード分解酵素」を配合する処方改良が行われたほか、本体とつめかえ用特大サイズは減容（本体:300ml→280ml、つめかえ用特大サイズ:720ml→690ml）され、1120ml入りのつめかえ用超特大サイズを追加。「キュキュット Clear泡スプレー」に設定されていたつめかえ用は同年3月をもって製造終了となった。
  - 9月[3] - 「キュキュット」・「キュキュット クリア除菌」・「キュキュット Natural Days +除菌」・「キュキュット ハンドマイルド」のつめかえ用をリニューアル。「キュキュット」・「キュキュット クリア除菌」・「キュキュット Natural Days +除菌」は内容量が減容（385ml→370ml、特大:770ml→700ml、超特大:1380ml→1250ml、「Natural Days +除菌」は特大サイズのみ）され、特大サイズと超特大サイズは「未来にecoペコボトル」と呼ばれる新型容器に変更。「キュキュット ハンドマイルド」は大容量化（370ml→680ml）され、「未来にecoペコボトル」仕様の特大サイズとなった。

キャラクター
「キュキュット」に関しては発売当初からオリジナルキャラクターがCM等で登場しており、当初は「アラタさん」・「オトワさん」・「レンくん」の3人だったが、「クエン酸効果」の発売時に「オトワさん」の妹である「ヒカルさん」が加わり、「食器洗い乾燥機専用キュキュット クエン酸効果」には「ヒカルさん」の家にある食器洗い乾燥機で「センイチくん」が登場している。2010年はさらに増えており、「ハンドビューティ」発売時には「レイコさん（「オトワさん」・「ヒカルさん」のいとこで、フラワーアレンジメントの先生）」が、「クエン酸効果」のリニューアル時には「キヨミさん（「ヒカルさん」の幼なじみ）」が登場している。2013年9月の「クエン酸効果」のリニューアル時には「キララちゃん（ヒカルさんの娘）」が新たに登場している。
なお、「キュキュット ハンドビューティ」に関しては2010年11月から放映されているTVCMでは瀬戸朝香を起用していた。その後、TVCMでのオリジナルキャラクターの起用はすでに終了しており、谷原章介が起用されていた。2022年2月のリニューアルに伴い、多部未華子、志尊淳、見上愛の3人が新たに起用された。

## ラインナップ

### 現行製品

#### ファミリー
ファミリーフレッシュ
非コンパクトタイプの食器用洗剤。ライムの香り。「Kaoプロフェッショナル（旧・Kaoプロシリーズ）」の業務用のみの設定である。スポンジの除菌はできない。なお、以前ラインナップされていたつめかえ用と特大の2Lは2012年9月で製造終了。600mlも2013年3月をもって製造終了となった。

#### キュキュット
キュキュット
コンパクトタイプの食器用洗剤。香料としてオレンジオイルを配合したオレンジの香りのレギュラータイプ「キュキュット」と、「ピンクグレープフルーツの香り」・「マスカットの香り」を合わせた3種類。
レギュラータイプのみ、ポンプタイプや「Kaoプロフェショナル」の業務用（4.5L）が設定されている。ポンプタイプの内容量はボトルタイプの約2.1倍量となる500mlで、大容量化されたことでつめかえ用（370ml）は1回で全量つめかえが可能となった（特大サイズ、超特大サイズの使用も可能だが、内容量の関係で1回での全量つめかえが不可となる）。業務用は別売の専用つめかえ計量容器（ポンプ式）に詰め替えて使用する。
キュキュット クリア除菌
「キュキュット」に消臭・除渋（茶渋・コーヒー渋）・くすみ落としの効果を加えたコンパクトサイズの食器用洗剤。発売当初はクエン酸配合の「キュキュット クエン酸効果」として発売され、弱酸性かつ食器・調理用具用であったが、リニューアルにより中性となり野菜・果物にも適用拡大された。期間限定で泡ポンプタイプも発売された（つめかえ用は共通）。グレープフルーツの香りのレギュラータイプの「クリア除菌」、「緑茶の香り」、「レモンの香り」の3種類。
レギュラータイプのみ、ポンプタイプや「Kaoプロフェショナル」の業務用（4.5L）が設定されている。ポンプタイプの内容量はボトルタイプの約2.1倍量となる500mlで、大容量化されたことでつめかえ用（370ml）は1回で全量つめかえが可能となった（特大サイズ、超特大サイズの使用も可能だが、内容量の関係で1回での全量つめかえが不可となる）。業務用は別売の専用つめかえ計量容器（ポンプ式）に詰め替えて使用する。
キュキュット Natural Days +除菌
コンパクトタイプの食器用洗剤。香料中に天然精油を配合した「キュキュット Relax Days」の後継となる香り付きとして、「ワイルドフラワー&ハーブの香り」と「キュキュット Relax Days」にも設定されていた「ヴァーベナ&シトラスの香り」の2種類に、2020年から数量限定で発売されていた「キュキュット クリア除菌 無香性」をベースに、かつての「キュキュット クエン酸効果」と同じくクエン酸を12,500mg（240mlボトルの場合）を配合した無香性（香りをほとんど感じないタイプ）の3種類を設定。なお、無香性はクエン酸を配合するものの、「キュキュット クエン酸効果」同様に電気ポットのクエン酸洗浄には使用不可であり、パッケージ裏面の「使用上の注意」にその旨が記載されている。また、つめかえ用は3種類共に770ml入りの特大サイズのみの設定となる。
ヴァーベナ&シトラスの香りのみ、ポンプタイプも設定されている。内容量はボトルタイプの約2.1倍量となる500mlで、つめかえ用の使用も可能である（特大サイズのみの設定となる関係上、1回での全量つめかえは不可である）。
キュキュット ハンドマイルド
うるおいを流しにくい処方を採用し、香料中にカモミールエキスを配合したコンパクトタイプの食器用洗剤。なお、内容量は「キュキュット」の他のラインよりも少なく設定（本体:230ml、つめかえ用特大:680ml）されており、つめかえ用は「Natural Days +除菌」同様、特大サイズのみとなる。
キュキュット Clear泡スプレー
スプレータイプの食器用洗剤。「オレンジの香り」と「無香性」の2種類。つめかえ用が設定されており、約3回分つめかえ可能な690ml入りの特大サイズと、約5回分つめかえ可能な1120ml入りの超特大サイズの2種類が設定されている。
キュキュット クリア除菌 Clear泡スプレー
「キュキュット Clear泡スプレー」にクエン酸を配合したスプレータイプの食器用洗剤。「キュキュット クリア除菌」や「キュキュット Natural Days +除菌 無香性」同様に電気ポットのクエン酸洗浄には使用不可で、パッケージ裏面の「使用上の注意」にその旨が記載されている。香りは「キュキュット Clear泡スプレー」からの移行となる「微香性(グレープフルーツの香り)」と「レモンライムの香り」の2種類。つめかえ用は約3回分つめかえ可能な690ml入りの特大サイズと、約5回分つめかえ可能な1120ml入りの超特大サイズの2種類が設定されている。
キュキュット あとラクミスト
スプレータイプの食器用プレ洗剤。無香性。すぐに食器を洗えない時や食器洗い乾燥機で洗浄する前の予洗いに使用する（使用後は食器用洗剤とスポンジを使って洗う、予洗いの場合は食器洗い乾燥機に入れる前に水で洗い流す）。つめかえ用が設定されており、約2回分のパウチタイプである。
キュキュット つけおき粉末
粉末タイプの食器・調理器具用洗剤。製品名の通り、つけおき用に特化した洗剤で、鍋やフライパン、魚焼きグリルや五徳などのこびりつき汚れに、ぬるま湯または水をはった容器に投入してつけおきをする。2021年2月をもって製造を終了した「ワイドマジックリン」の実質的な後継製品で、つけおき専用洗剤は「つけおきマジックリン」以来の製品となる（「つけおきマジックリン」は箱入だったのに対し、本品はボトル入りで、つめかえ用が設定されている違いがある）。
なお、つめかえ用には「キュキュット」の他の製品（液体・スプレータイプ）へのつめかえ不可（つめかえ間違い注意）の旨の表示がされている（発泡剤(過炭酸ナトリウム)を配合しており、容器が破裂することがあるため）。
食器洗い乾燥機専用 キュキュット クエン酸効果
粉末タイプの食洗機専用洗剤。電気ポットのクエン酸洗浄には使用不可。発売当初からラインナップされていた340gボトルは2011年3月で製造終了。つめかえ用は通常サイズの550g入りに加え、通常サイズの約1.6倍量（900g）でジッパー付きの特大サイズも設定される。
食器洗い乾燥機専用 キュキュット クエン酸効果 オレンジオイル配合
「食器洗い乾燥機専用 キュキュット クエン酸効果」に香料としてオレンジオイルを配合したもの。
食器洗い乾燥機専用 キュキュット ウルトラクリーン
ジェルタイプの食洗機専用洗剤。「食器洗い乾燥機専用 キュキュット ワンプッシュクリアジェル」の後継製品で、本体ボトルは同製品と同じ形状となっている。香りは「すっきりシトラスの香り」と「無香性」の2種類。つめかえ用は本体（480g）の約1.6倍量（770g）となる。
なお、「キュキュット」と「キュキュット クリア除菌」のつめかえ用は370m入りの「つめかえ用」の他に、700ml入りの「つめかえ用 特大サイズ（旧・つめかえ用ジャンボサイズ）」、1250ml入りの「つめかえ用 超特大サイズ（旧・つめかえ用スーパージャンボサイズ）が設定されている。これらの製品は発売開始当初、販売店が限定されていたため花王の製品情報ページに掲載されていなかったが、「つめかえ用ジャンボサイズ（現・つめかえ用 特大サイズ）」は2014年8月のリニューアルより、「つめかえ用スーパージャンボサイズ（現・つめかえ用 超特大サイズ）」は2017年7月のリニューアルより順次花王の製品情報ページに掲載されるようになった。「つめかえ用 超特大サイズ」は「つめかえ用スーパージャンボサイズ」として発売された当初、注ぎ口が別袋に封入されており、つめかえ時にキャップと付け替える必要があったが、2017年7月のリニューアル以降は注ぎ口がボトル装着済となり、そのままつめかえが可能となった。また、発売当初から本体容量の8分目とした場合のつめかえ回数が明記（特大サイズ・超特大サイズは内容量も明記）されていたが、2022年2月のリニューアルに伴い、「キュキュット ハンドマイルド」のつめかえ用を含め、内容量のみの表記に統一された。

### 販売終了品
- ファミリー
  - ファミリー - 手肌保護成分を配合した無色透明・中性タイプの洗剤。「ファミリーフレッシュ」に引き継ぐ。
  - ミクロの研磨粒子入りファミリー
  - 洗浄力ファミリー - コンパクトタイプの食器用洗剤。
  - スポンジの除菌ができるファミリー - 上記製品の改良品で、新たにスポンジの除菌効果をプラス。
  - ファミリーフレッシュコンパクト - コンパクトタイプの食器用洗剤。ライムの香り。2023年7月末をもって製造を終了。これにより、花王が発売する家庭向けの食器用洗剤は「キュキュット」に一本化された。
  - ファミリー食器洗い機専用
  - 食器洗い機用ファミリー
  - ファミリーパワージェル
  - ファミリーシンクまわりクリーナー - シンク専用洗剤。2006年9月製造終了。
  - ファミリーピュアサッとひとふきキッチンクリーナー - 2006年9月製造終了。キッチンや食卓などでも使用可能な洗剤としては「食卓クイックル スプレー」が代替品となる。
  - ファミリーピュア - 食器用洗剤。2017年3月製造終了。
  - ファミリーピュアアロエin - 2010年1月製造終了。
  - 自動食器洗い機用ファミリーピュア - 粉末タイプの食器洗い乾燥機専用洗剤。つめかえ用は本体容量の約1.3倍分（600g）入った徳用サイズ。2014年3月製造終了。
- キュキュット
  - キュキュット 若竹 - 2008年9月をもって製造終了。
  - キュキュット ハーバルミントの香り - 「ライムミントの香り」発売に伴い、2016年8月製造終了
  - キュキュット ホワイトピーチの香り - リニューアルに伴い、2017年7月製造終了
  - キュキュット ライムミントの香り - リニューアルに伴い、2019年7月製造終了
  - キュキュット ビタミンベリーの香り - リニューアルに伴い、2019年7月製造終了。
  - キュキュット Relax Days - 香料中に天然精油が配合されたコンパクトサイズの食器用洗剤。香りは「ヴァーベナ&シトラスの香り」と「ミックスベリー&ピオニーの香り」の2種類で、「ヴァーベナ&シトラスの香り」にはポンプタイプ「デザインポンプ」も設定されていた。「キュキュット Natural Days +除菌」の発売に伴い、2022年2月製造終了。
  - キュキュット ハンドビューティ - 天然ハニーエッセンスを配合した「ロイヤルハニーの香り」と天然ジャスミンエッセンスを配合した「フローラルジャスミンの香り」の2種類。「キュキュット ハンドマイルド」の発売に伴い、2015年8月製造終了。
  - キュキュット Clear泡スプレー 微香性（グレープフルーツの香り） - スプレータイプの食器用洗剤。「キュキュット クリア除菌 Clear泡スプレー 微香性(グレープフルーツの香り)」の発売に伴い、2022年3月製造終了。
  - 食器洗い乾燥機専用 キュキュット パワージェル - 2010年9月末製造終了。
  - 食器洗い乾燥機専用 キュキュット パワージェル オレンジオイル配合 - 2014年9月製造終了。
  - 食器洗い乾燥機専用 キュキュット プレミアムクリア - 2016年9月製造終了。
  - 食器洗い乾燥機専用 キュキュット ワンプッシュクリアジェル - 「食器洗い乾燥機専用 キュキュット ウルトラクリーン」の発売に伴い、2017年9月製造終了。
  - 食器洗い乾燥機専用 キュキュット ウルトラクリーン さわやかハーブの香り - リニューアルに伴い、2022年10月製造終了。